# Data link connection identifier
Data link connection identifier (DLCI, identifikátor spojení datového spoje) je identifikátor virtuálního okruhu lokální pro konkrétní datové spojení, který slouží pro přiřazení rámců určitému PVC nebo SVC. Sítě Frame Relay používají 10bitové DLCI pro statistické multiplexování rámců. Hodnoty DLCI jsou načteny do všech Frame Relay přepínačů a fungují jako dopravní značky pro přenášené rámce.
DLCI jsou adresy linkové vrstvy, které mají pouze lokální význam. Žádná dvě zařízení v jedné síti Frame Relay nemají stejné DLCI mapované na své rozhraní.
Použití 10bitové hodnoty umožňuje existenci 1024 hodnot DLCI. V ANSI sítích je DLCI 0 rezervováno pro Local Management Interface (LMI) q993a; pro koncová uživatelská zařízení jsou použitelná čísla 16 až 976. Při používání Cisco LMI je DLCI 1023 rezervováno pro Local Management Interface (LMI) společnosti Cisco Systems, hodnoty DLCI 16 až 1007 jsou použitelné pro koncová uživatelská zařízení. Ostatní hodnoty jsou rezervovány pro různé účely řízení a správy sítě.